# Aigboje Aig-Imoukhuede
 (mars 2024).
La mise en forme du texte ne suit pas les recommandations de Wikipédia : il faut le « wikifier ».
Les points d'amélioration suivants sont les cas les plus fréquents. Le détail des points à revoir est peut-être précisé sur la page de discussion.
- Les titres sont pré-formatés par le logiciel. Ils ne sont ni en capitales, ni en gras.
- Le texte ne doit pas être écrit en capitales (les noms de famille non plus), ni en gras, ni en italique, ni en « petit »…
- Le gras n'est utilisé que pour surligner le titre de l'article dans l'introduction, une seule fois.
- L'italique est rarement utilisé : mots en langue étrangère, titres d'œuvres, noms de bateaux, etc.
- Les citations ne sont pas en italique mais en corps de texte normal. Elles sont entourées par des guillemets français : « et ».
- Les listes à puces sont à éviter, des paragraphes rédigés étant largement préférés. Les tableaux sont à réserver à la présentation de données structurées (résultats, etc.).
- Les appels de note de bas de page (petits chiffres en exposant, introduits par l'outil «  Source ») sont à placer entre la fin de phrase et le point final[comme ça].
- Les liens internes (vers d'autres articles de Wikipédia) sont à choisir avec parcimonie. Créez des liens vers des articles approfondissant le sujet. Les termes génériques sans rapport avec le sujet sont à éviter, ainsi que les répétitions de liens vers un même terme.
- Les liens externes sont à placer uniquement dans une section « Liens externes », à la fin de l'article. Ces liens sont à choisir avec parcimonie suivant les règles définies. Si un lien sert de source à l'article, son insertion dans le texte est à faire par les notes de bas de page.
- La présentation des références doit suivre les conventions bibliographiques. Il est recommandé d'utiliser les modèles {{Ouvrage}}, {{Chapitre}}, {{Article}}, {{Lien web}} et/ou {{Bibliographie}}. Le mode d'édition visuel peut mettre en forme automatiquement les références.
- Insérer une infobox (cadre d'informations à droite) n'est pas obligatoire pour parachever la mise en page.

Pour une aide détaillée, merci de consulter Aide:Wikification.
Si vous pensez que ces points ont été résolus, vous pouvez retirer ce bandeau et améliorer la mise en forme d'un autre article.
Aigboje Aig-Imoukhuede, né le 24 septembre 1966 à Ibadan, est un homme d'affaires nigérian, banquier, investisseur et philanthrope.
Il est l'ancien directeur général du groupe (GMD) et président-directeur général (PDG) d'Access Bank. Il est le fondateur et président de Coronation Group Limited, et ses sociétés affiliées, Coronation Asset Management Ltd et Trium Ltd. Il fonde Africa Initiative for Governance (AIG) en 2014,. Il est coprésident du groupe de travail sur le marché des capitaux entre le Royaume-Uni et le Nigéria et membre du conseil d'administration de TCX Investment Management Company des Pays-Bas. Il est également président du conseil d'administration de Financial Market Dealers Association et président sortant de Coronation Insurance Plc (anciennement Wapic),.
Aigboje est également un ancien président de Nigerian Stock Exchange (maintenant Nigerian Exchange Group) où il a succédé Aliko Dangote, le président fondateur du FMDQ OTC Exchange, président de EnterpriseNGR et cofondateur de Tengen Family Office

## Biographie

### Enfance et scolarité
Aig-Imoukhuede est né le 24 septembre 1966 à Ibadan, dans l'État d'Oyo, à l'ouest du Nigeria, de parents fonctionnaires publics. Son père, Frank Aig-Imoukhuede et sa mère, l'historienne Emily Aig-Imoukhuede (née Ihonde) ont 3 autres enfants, Erekpitan, Oluwakemi et Aigbovbioise. Il est originaire de Sabongida-Ora, dans l'État d'Edo, au sud du Nigeria,. 
Il vit avec sa famille à Lagos mais est scolarisé au Federal Government College de Kaduna, au nord du Nigeria. Il fréquente l'école St. Saviors (primaire) à Lagos.
À partir de 1982, il s'inscrit pour étudier le droit à l'Université du Benin, dans l'État d'Edo, au Nigeria. 
En 1986, il obtient une Licence de droit et est admis au barreau nigérian en 1987,. Il est titulaire d'un Trium MBA, décerné conjointement par London School of Economics, l'Université de New York et HEC Paris,. 
En 2000, il suit un cours de trois mois dans le cadre du programme de gestion exécutive à Harvard Business School,,.

### Carrière
En 1988, il commence à travailler comme avocat chez Continental Merchant Bank au cours de son année à NYSC.
En décembre 1991, Aigboje rejoint Guaranty Trust Bank. Il démissionne de son poste de directeur exécutif en mars 2002.
En 2002, il est à l'origine de l'achat d'Access Bank en 2002, alors acteur régional marginal. Il occupe les fonctions de directeur général du groupe puis président-directeur général de la banque jusqu'en décembre 2013.
En 2017, il prend sa retraite en tant que président de Nigerian Stock Exchange mais il reste membre du Conseil national en tant que membre d'office. 
Il est directeur non exécutif d'Africa Finance Corporation depuis 2008 jusqu'au 2 juin 2017.
Depuis le 1er décembre 2011, il est président d'Associated Discount House Limited.
Il est directeur de Petralon Energy et prend sa retraite en tant que président de Wapic Insurance Plc dont il est le directeur depuis novembre 2011. 
Aig-Imoukhuede est également président du conseil d'administration et directeur de FMDQ OTC PLC jusqu'au 1er août 2014. 
Il fonde Coronation Capital Limited en 2015 et dirige la croissance et l’expansion de Coronation Ecosystem. 
En octobre 2021, Aigboje collabore avec le bureau du chef de Nigerian Civil Service (OHCSF), dirigé par Folashade Yemi-Esan, pour numériser les processus de travail et la prestation de services publics.
En février 2024, après le décès tragique de son partenaire financier Herbert Wigwe, il se retrouve seul à la tête d'Access Bank.

## Réalisations et distinctions
En 2011, il est nommé Commandeur de l'Ordre du Niger (CON) par le président de l'époque, Goodluck Jonathan, de la République fédérale du Nigéria, pour sa contribution au développement du secteur bancaire et financier. Il également reçoit le prix de National Productivity Order of Merit en 2009. 
En 2011, il est aussi intronisé au Ernst and Young World Entrepreneurs Hall of Fame en tant qu'Entrepreneur de l'année Ernst & Young en Afrique de l'Ouest, ainsi que « African Banker of the Year » du magazine African Banker en 2013,.
Il est membre de l'Académie américaine des arts et des sciences et a est nommé membre du conseil consultatif international de l'école de gouvernement de Blavatnik de l'Université d'Oxford,.
Il est membre d'African Leadership Institute affilié à l'Institut Aspen de Colorado, aux États-Unis. Il est également membre honoraire de Chartered Institute of Bankers of Nigeria.
En 2018, il reçoit le Doctorat en sciences (D.Sc.) de l'Université Olabisi Onabanjo, Ago-Iwoye, État d'Ogun, Nigéria.

## Philanthropie
Il est le fondateur et président de Aig-Imoukhuede Foundation, une organisation indépendante à but non lucratif qui promeut la bonne gouvernance en Afrique. La Fondation s'associe à l'école de gouvernement de Blavatnik de l'Université d'Oxford pour des bourses qui envoient des Africains qualifiés à Oxford pour un Master en politique publique et des bourses pour les hauts fonctionnaires publics. L'Africa Initiative for Governance (AIG) durera cinq ans, de 2017/18 à 2021/22.
Aig-Imoukhuede est le premier coprésident africain de Global Business Coalition on Health (GBC Health) et le président de Friends of the Global Fund – Africa (Friends Africa). En 2010, il a versé une contribution d'un million de dollars à Global Fund, et il a depuis fait des dons à Global Fund à travers la campagne 'Gift from Africa'.
Il est actuellement président d'ABCHealth, une organisation régionale à but non lucratif créée par Aliko Dangote Fondation et GBCHealth. Il est egalement le directeur de Private Sector Health Alliance of Nigeria (PSHAN). En 2019, Aigboje a lancé Adopt-A-Healthcare-Facility Programme (ADHFP).
Il est également vice-président de Global Citizen Nigeria et grâce à un partenariat avec Nigeria Sovereign Investment Fund (NSIA), a créé Nigerian Solidarity Support Fund (NSSF).

## Paternité
Aigboje est l'auteur de Leaving the Tarmac: Buying a Bank in Africa (Red Door, 2020), un mémoire qui raconte comment lui et Herbert Wigwe ont acheté Access Bank en 2002, l'une des banques les plus petites et les plus sujettes aux crises au Nigeria, et en a fait l'une des banques les plus grandes et les plus solides du pays,,.

## Vie personnelle
Aigboje Aig-Imoukhuede est marié à Ofovwe Aig-Imoukhuede. Ils ont quatre enfants.